# القرصنة في القرن الإفريقي

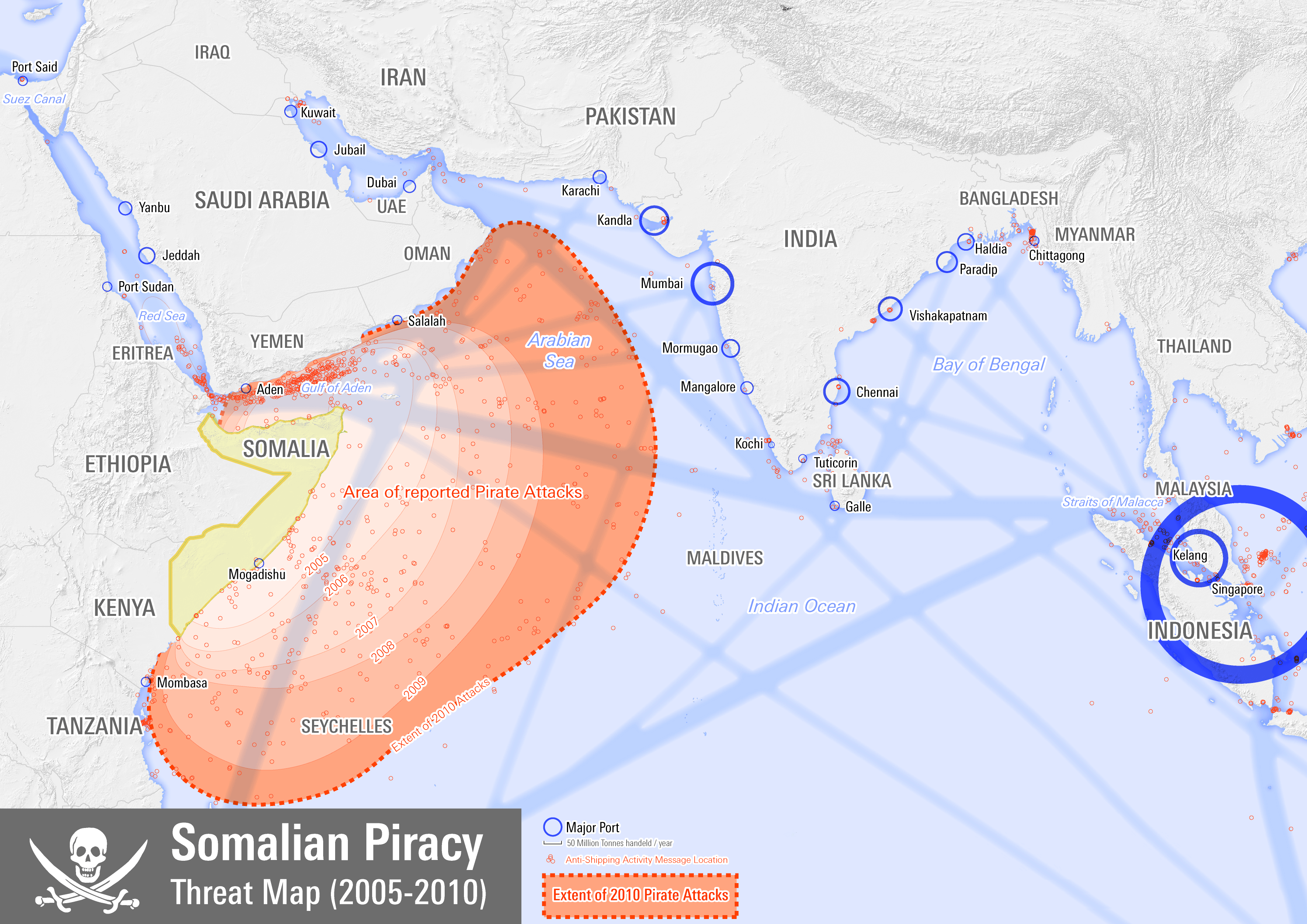
خارطة تظهر سيطرة القراصنة الصوماليون في الجزء الأكبر من خليج عدن وبحر العرب وشمال غربي المحيط الهندي

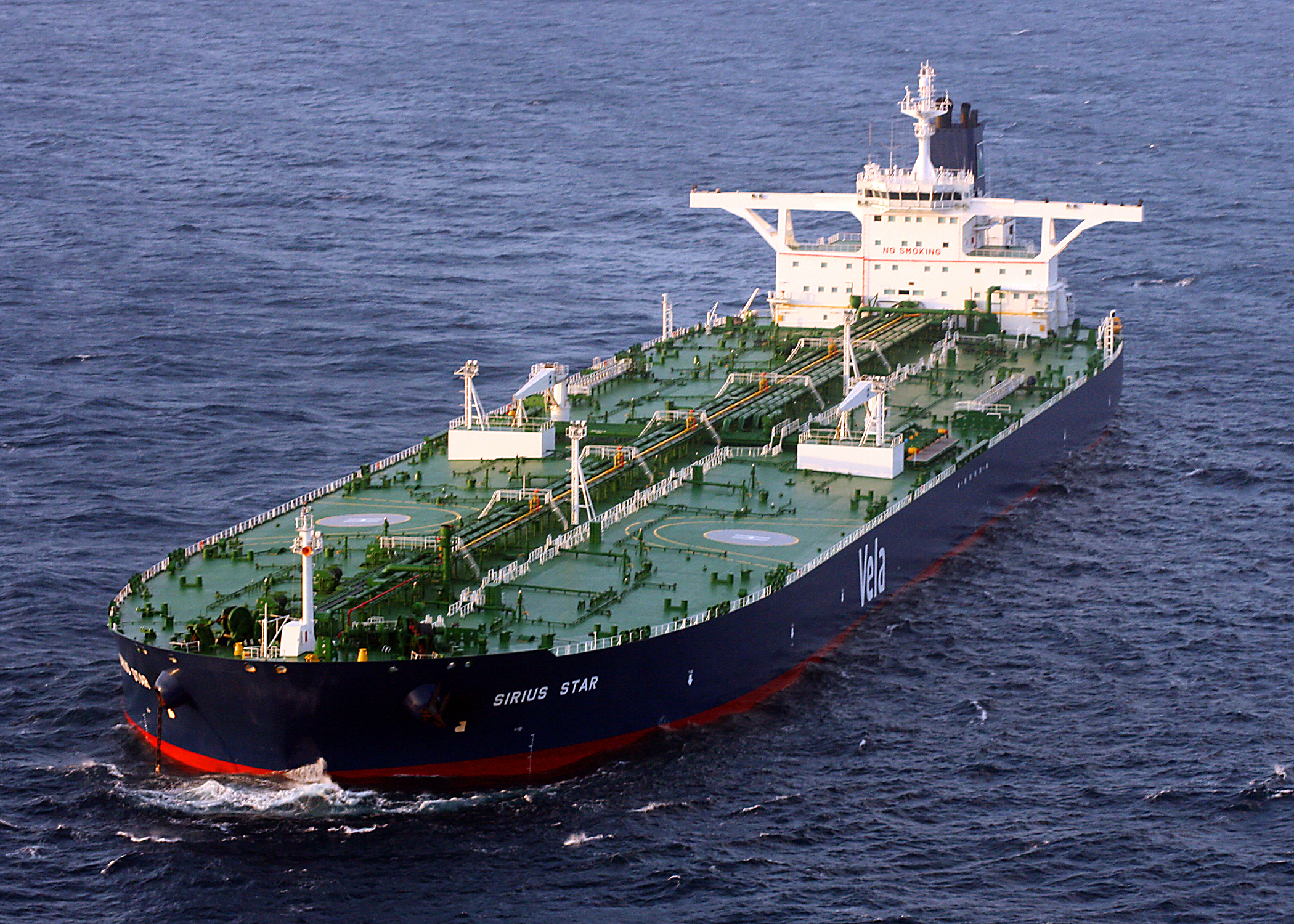
سايروس ناقلة النفط السعودية التي خطفها القراصنة

القرصنة بجوار منطقة القرن الإفريقي كانت منذ الحرب الأهلية الصومالية خطرا على النقل البحري العالمي أي منذ بداية التسعينات.

## الموقع الجغرافي
القرن الإفريقي موجود في أقصى شرق إفريقيا والصومال الذي لديه سواحل مهمة تصل إلى 3025 كم و200 ألف على خليج عدن والمحيط الهندي.
وقد بلغ عدد السفن التي هاجمها القراصنة صوماليين منذ بداية عام 2008 حوالي 60 سفينة في خليج عدن والمحيط الهندي 
وكان القراصنة قد اختطفوا الناقلة السعودية "سيريوس ستار"، المحملة بنحو مليوني برميل من النفط، وعلى متنها طاقم مكون من 25 شخصاً، فيما وصفت بـأكبر عملية قرصنة بحرية، في منتصف شهر نوفمبر 2008 قبالة الساحل الشرقي لكينيا. وطالبوا بفدية قدرها 25 مليون دولار للإفراج عن السفينة 